# Casper Wessel af Gyldenfeldt
Casper Wessel af Gyldenfeldt (23. august 1751 i Rønne – 1. juli 1830 i København) var en dansk officer, far til Christian Nicolai af Gyldenfeldt.
Han var søn af major Christian Schousboe af Gyldenfeldt (1720-1805, adlet 1761) og Anna Beate Sehested (1725-1808), blev 1763 landkadet, 1771 kadetkorporal og samme år sekondløjtnant ved Norske Livregiment, 1781 premierløjtnant, 1789 karakteriseret kaptajn, 1793 kompagnichef, 1803 major, 1807 bataljonskommandør, 1808 karakteriseret oberstløjtnant, 1813 karakteriseret oberst og fik 1816 afsked som generalmajor.
Han var gift med Sophie Magdalene Bøttcher (1765 - 30. juli 1836).